# Дан ЈНА
Дан Југословенске народне армије или само Дан армије био је празник оружаних снага Социјалистичке Федеративне Републике Југославије (СФРЈ) установљен наредбом Врховног команданта оружаних снага и министра народне одбране ФНРЈ маршала Јосипа Броза Тита од 20. октобра 1947. године. Обележавао се 22. децембра у знак успомене на дан када је 1941. формирана Прва пролетерска ударна бригада, прва оперативна и регуларна јединица Народноослободилачке војске. Укинут је нестанком ЈНА, 20. маја 1992. године.
У част Дана армије Савезни секретаријат за народну одбрану је сваке године додељивао награду Двадесетдруги децембар, а поводом сваке десетогодишњице Југословенске народне армије (ЈНА) Савезни секретаријат је додељивао јубиларне спомен-медаље.

## 22. децембар
Дан армије обележавао се 22. децембра у знак трајне успомене на дан када је 1941. у Рудом, наредбом Врховног штаба, формирана Прва пролетерска ударна бригада — прва регуларна јединица Народноослободилачке војске Југославије, која је одиграла важну улогу у Народноослободилачкој борби и стварању Југословенске народне армије. Пошто је касније утврђено да Прва пролетерска бригада није формирана 22. децембра, већ дан раније 21. децембра, као Дан армије обележаван је дан када је ова бригада водила прве борбе против окупатора. Дана 22. децембра 1941.  у селима Гаочићима и Миочу, код Рудог, Прва пролетерска бригада је уништила ојачану чету италијанске дивизије „Пустерија“. Том приликом заробљена су 124 италијанска војника, а заплењено је војна опрема за преко 200 војника.
Део наредбе Врховног команданта оружаних снага ФНРЈ о успостављању 22. децембра за Дан армије:
| „ | Наређујем да се 22. децембар — дан формирања Прве пролетерске народноослободилачке ударне бригаде — слави у цијелој Армији као празник и Дан Југословенске армије. | ” |

## Празници видова и родова ЈНА
Поред Дана армије, у Југословенској народној армији су се обележавали и празници видова (Копнена војска, Ратно ваздухопловство и противваздушна одбрана и Морнарица) и родова (пешадија, артиљерија, артиљеријско-ракетне јединице противваздушне одбране, оклопне јединице, инжењерија, АБХ одбрана, веза и граничне јединице) оружаних снага:
- Дан инжењерије — обележавао се 7. марта у знак сећања на дан када су марта 1943. Инжењериска чета Врховног штаба НОВ и ПОЈ и Инжењериски вод Седме банијске дивизије, под заштитом јединица Друге далматинске и Друге пролетерске бригаде, уместо срушеног моста на Неретви, направиле импровизовани пешачки висећи мост, преко кога су се на леву обалу Неретве, пребациле јединице Главне оперативне групе, народ и партизански рањеници. Установљен 22. априла 1976. године.[3]
- Дан Ратног ваздухопловства и Противваздушне одбране — обележавао се 21. маја у знак сећања на дан када је маја 1942. у Босанској крајини извршен први прелет партизанских авиона на ослобођену територију, који су извршили пилоти Фрањо Клуз и Руди Чајавец.[б] Установљен 20. октобра 1947. године.[6] Поред свих јединица и установа РВ и ПВО, обележавао се и у свим предузећима ваздухопловне индустрије, организацијама Ваздухопловног савеза Југославије и свим ваздухопловним институцијама и предузећима као заједнички празник свих ваздухопловаца Југославије.[5][2]
- Дан оклопних јединица — обележавао се 16. јула у знак сећања на дан када је јула 1944. у Гравини (Италија) формирана Прва тенковска бригада НОВЈ, која је учествовала у борбама за ослобођење Мостара, Невесиња, Широког Бријега, Книна и др, као и у завршним борбама за ослобођење Југославије. Успостављен је 6. новембра 1947. као Дан тенкиста.[7][8][9]
- Дан Атомско-биолошко-хемијске одбране (АБХО) — обележавао се 20. јула
- Дан граничних јединица — обележавао се 15. августа у знак сећања на дан када је августа 1944. одлуком Националног комитета ослобођења Југославије (НКОЈ) формиран Корпус народне одбране Југославије (КНОЈ) као оперативни орган Одељења за заштиту народа (ОЗНА) са задатком чишћења слободне територије и обезбеђења граница Југославије. Након укидања КНОЈ, јануара 1953. функцију чувања државних граница преузеле су граничне јединице.[4]
- Дан Ратне морнарице и поморства Југославије — обележавао се 10. септембра у знак сећања на дан када је септембра 1942. у Подгори, код Макарске, формиран Први морнарички одред, чиме је започело стварање партизанске морнарице. Установљен 10. августа 1945. као Дан морнарице,[6] а поводом двадесетогодишњице јубилеја 10. септембра 1962. проглашен за празник југословенске ратне и трговачке морнарице и целокупне поморске привреде.[2]
- Дан јединица везе — обележавао се 26. септембра у знак сећања на дан када је септембра 1941. у Столицама, код Крупња, одржано саветовање Главног штаба НОПО Југославије са представницима свих националних и покрајинских руководстава Народноослободилачког покрета, на коме је истакнуто да се мора посветити пажња међусобној повезаности партизанских јединица и наглашен огроман значај веза за вођење борбе. Установљен 22. априла 1976. године.[3]
- Дан артиљерије — обележавао се 7. октобра у знак сећања на дан када је октобра 1941, током борби за Краљево, ступила у борбу прва партизанска артиљеријска батерија, која је успешно тукла немачки аеродром. Установљен 6. новембра 1947. године.[10][2][3]
- Дан Артиљеријско-ракетних јединица ПВО — обележавао се 10. новембра

Дан копнене војске и Дан пешадије обележавао се 22. децембра у склопу Дана армије, у знак сећања на дан када је децембра 1941. у Рудом формирана у Прва пролетерска бригада, односно када је код Гаочића и Миоча вођена њена прва борба.